# Олесін (Красноставський повіт)
Олесін (пол. Olesin) — село в Польщі, у гміні Гошкув Красноставського повіту Люблінського воєводства.
Населення — 66 осіб (2011).
У 1975-1998 роках село належало до Замойського воєводства.

## Демографія
Демографічна структура станом на 31 березня 2011 року:
|          | Загалом | Допрацездатний вік | Працездатний вік | Постпрацездатний вік |
| -------- | ------- | ------------------ | ---------------- | -------------------- |
| Чоловіки | 30      | 4                  | 22               | 4                    |
| Жінки    | 36      | 6                  | 20               | 10                   |
| Разом    | 66      | 10                 | 42               | 14                   |